# Miles Plumlee
Miles Christian Plumlee (Fort Wayne, 1 de setembro de 1988) é um basquetebolista estadunidense, que atualmente joga pelo Charlotte Hornets da NBA.
Em 2014, Plumlee foi nomeado para o Rising Stars Challenge como o substituto para o lesionado Pero Antić dos Atlanta Hawks, na equipe de Grant Hill.